# Gabriele Ambrosetti
Gabriele Ambrosetti (ur. 7 sierpnia 1973 w Varese) – włoski piłkarz występujący na pozycji pomocnika.

## Życiorys
Seniorską karierę rozpoczynał w 1990 roku w Varese, w barwach którego występował w Serie C1 i Serie C2. W 1993 roku został piłkarzem Brescii, z którą awansował do Serie A. W najwyższej klasie rozgrywkowej Włoch zadebiutował 4 września 1994 roku w zremisowanym 1:1 meczu z Juventusem. W 1996 roku przeszedł do Vicenzy. W barwach tego klubu wygrał w 1997 roku Puchar Włoch, a w sezonie 1997/1998 dotarł do półfinału Pucharu Zdobywców Pucharów, w którym Vicenza uległa w dwumeczu Chelsea 2:3. W 1999 roku Gianluca Vialli pozyskał za 3,5 miliona funtów Ambrosettiego do Chelsea, określając go „włoskim Ryanem Giggsem”. W Premier League Włoch zadebiutował 21 sierpnia w wygranym 1:0 spotkaniu z Aston Villa. W londyńskim klubie Ambrosetti nie był piłkarzem podstawowego składu, toteż dwukrotnie był wypożyczany: do Piacenzy (awans do Serie A) i Vicenzy. Po wygaśnięciu kontraktu z Chelsea w 2003 roku podpisał kontrakt z Piacenzą. Na początku 2005 roku został zawodnikiem Pro Patria, w którym zakończył karierę dwa lata później.
W 2016 roku był asystentem Francesco Guidolina w Swansea City.

## Statystyki ligowe
| Sezon         | Klub                      | Liga           | Mecze | Gole |
| ------------- | ------------------------- | -------------- | ----- | ---- |
| 1990/1991     | Varese FC                 | Serie C1       | 8     | 0    |
| 1991/1992     | Varese FC                 | Serie C2       | 16    | 2    |
| 1992/1993     | Varese FC                 | Serie C2       | 26    | 9    |
| 1993/1994     | Brescia Calcio            | Serie B        | 25    | 8    |
| 1994/1995 (j) | Brescia Calcio            | Serie A        | 9     | 2    |
| 1994/1995     | AC Venezia                | Serie B        | 18    | 3    |
| 1995/1996 (j) | Brescia Calcio            | Serie B        | 9     | 2    |
| 1995/1996     | Vicenza Calcio            | Serie A        | 24    | 3    |
| 1996/1997     | Vicenza Calcio            | Serie A        | 25    | 6    |
| 1997/1998     | Vicenza Calcio            | Serie A        | 30    | 5    |
| 1998/1999     | Vicenza Calcio            | Serie A        | 24    | 4    |
| 1999/2000     | Chelsea F.C.              | Premier League | 16    | 0    |
| 2000/2001     | Piacenza Calcio           | Serie B        | 14    | 1    |
| 2001/2002 (j) | Piacenza Calcio           | Serie A        | 14    | 0    |
| 2001/2002 (w) | Vicenza Calcio            | Serie B        | 11    | 1    |
| 2002/2003     | Chelsea F.C.              | Premier League | 0     | 0    |
| 2003/2004     | Piacenza Calcio           | Serie B        | 28    | 1    |
| 2004/2005 (j) | Piacenza Calcio           | Serie B        | 1     | 0    |
| 2004/2005 (w) | Pro Patria Gallaratese GB | Serie C1       | 11    | 0    |
| 2005/2006     | Pro Patria Gallaratese GB | Serie C1       | 8     | 0    |
| 2006/2007     | Pro Patria Gallaratese GB | Serie C1       | 22    | 1    |